# Ruillé-le-Gravelais
Ruillé-le-Gravelais és un municipi francès situat al departament de Mayenne i a la regió de País del Loira. L'any 2007 tenia 825 habitants.

## Demografia

### Població
El 2007 la població de fet de Ruillé-le-Gravelais era de 825 persones. Hi havia 294 famílies de les quals 56 eren unipersonals (24 homes vivint sols i 32 dones vivint soles), 93 parelles sense fills, 137 parelles amb fills i 8 famílies monoparentals amb fills.
La població ha evolucionat segons el següent gràfic:
Habitants censats

### Habitatges
El 2007 hi havia 331 habitatges, 303 eren l'habitatge principal de la família, 13 eren segones residències i 14 estaven desocupats. 323 eren cases i 6 eren apartaments. Dels 303 habitatges principals, 248 estaven ocupats pels seus propietaris, 53 estaven llogats i ocupats pels llogaters i 2 estaven cedits a títol gratuït; 1 tenia una cambra, 8 en tenien dues, 45 en tenien tres, 88 en tenien quatre i 161 en tenien cinc o més. 195 habitatges disposaven pel capbaix d'una plaça de pàrquing. A 109 habitatges hi havia un automòbil i a 177 n'hi havia dos o més.

### Piràmide de població
La piràmide de població per edats i sexe el 2009 era:
| Homes | Edats   | Dones |
| ----- | ------- | ----- |
| 0     | 95 o +  | 0     |
| 0     | 90 a 94 | 0     |
| 4     | 85 a 89 | 8     |
| 0     | 80 a 84 | 4     |
| 8     | 75 a 79 | 8     |
| 16    | 70 a 74 | 12    |
| 8     | 65 a 69 | 16    |
| 20    | 60 a 64 | 12    |
| 4     | 55 a 59 | 8     |
| 8     | 50 a 54 | 16    |
| 40    | 45 a 49 | 20    |
| 36    | 40 a 44 | 32    |
| 20    | 35 a 39 | 32    |
| 24    | 30 a 34 | 12    |
| 16    | 25 a 29 | 28    |
| 8     | 20 a 24 | 8     |
| 16    | 15 a 19 | 24    |
| 28    | 10 a 14 | 32    |
| 44    | 5 a 9   | 16    |
| 28    | 0 a 4   | 24    |

## Economia
El 2007 la població en edat de treballar era de 521 persones, 410 eren actives i 111 eren inactives. De les 410 persones actives 388 estaven ocupades (208 homes i 180 dones) i 21 estaven aturades (15 homes i 6 dones). De les 111 persones inactives 53 estaven jubilades, 37 estaven estudiant i 21 estaven classificades com a «altres inactius».

### Ingressos
El 2009 a Ruillé-le-Gravelais hi havia 299 unitats fiscals que integraven 831 persones, la mediana anual d'ingressos fiscals per persona era de 17.286 €.

### Activitats econòmiques
Dels 16 establiments que hi havia el 2007, 1 era d'una empresa de fabricació d'altres productes industrials, 6 d'empreses de construcció, 4 d'empreses de comerç i reparació d'automòbils, 1 d'una empresa de transport, 1 d'una empresa immobiliària i 3 d'empreses de serveis.
Dels 7 establiments de servei als particulars que hi havia el 2009, 1 era un taller de reparació d'automòbils i de material agrícola, 1 paleta, 1 guixaire pintor, 2 fusteries, 1 lampisteria i 1 agència immobiliària.
L'únic establiment comercial que hi havia el 2009 era una botiga de més de 120 m².
L'any 2000 a Ruillé-le-Gravelais hi havia 35 explotacions agrícoles que ocupaven un total de 1.118 hectàrees.

## Equipaments sanitaris i escolars
El 2009 hi havia una escola elemental.

## Poblacions més properes
El següent diagrama mostra les poblacions més properes.